# Ravin de Sainte-Dévote
Ravin de Sainte-Dévote (monegassisch Valu̍n de Santa Devota) ist ein Stadtbezirk (französisch quartier) im Fürstentum Monaco an der Côte d’Azur. Der im Jahr 2013 neu geschaffene Stadtbezirk hat eine Fläche von 0,02 Quadratkilometern (2,35 Hektar). Er grenzt an die monegassischen Stadtbezirke Les Moneghetti, La Condamine und Monte-Carlo sowie die französische Gemeinde Beausoleil.
Der Bezirk umfasst eine kleine Schlucht, was auch seine überschaubare Ausdehnung begründet; die Gesamtfläche ist so groß wie zwei Fußballfelder. Er ist der mit Abstand kleinste Stadtbezirk. Die Schlucht (ravin) von Sainte-Dévote liegt im Gaumattes-Tal, welches sich ungefähr im Zentrum des Fürstentums befindet. Die Schlucht verläuft vom Nordwesten nach Südosten und ist etwa 300 Meter lang und bis zu 100 Meter breit.
Im Gegensatz zu anderen Stadtbezirken des Fürstentums führen keine großen Straßen oder Avenues durch Ravin de Sainte-Dévote. Diese verlaufen, wenn überhaupt, an den äußeren Grenzen des Stadtbezirks. Dafür queren einige Brücken die Schlucht. Die beiden größten sind die Sainte-Dévote-Brücke (Pont Sainte-Dévote) im Westen, die zum Bahnhof Monaco-Monte-Carlo führt, im Osten der Boulevard du Larvotto. Diese Straßenbrücke führt in der Nähe der Kirche Sainte-Dévote über die Schlucht.
Im Norden grenzt der Bezirk auf einer Länge von knapp 50 Metern an Frankreich. Der Bezirk hat keinen Zugang zur Küste.
Für den Grand Prix de Monaco wird die Straßenbrücke zur Tribüne mit Blick auf die erste Kurve der Rennstrecke. Außerdem verläuft der einzige Eisenbahntunnel des Fürstentums (Tunnel Sainte-Dévote) durch den Stadtbezirk.
Zusammen mit dem Stadtbezirk Monaco-Ville gehört Ravin de Sainte-Dévote zu den sogenannten secteurs réservés, was sich mit „geschütztem Bereich“ übersetzen lässt. Nach der Verordnung aus dem Jahr 2013 sind dies Stadtbezirke, deren heutiger Charakter erhalten bleiben muss.
Da die Schlucht mehrere zehn Meter unterhalb des benachbarten Geländes liegt, bestehen in Ravin de Sainte-Dévote wenige Gebäude. Die Schlucht wird jedoch von Gebäuden an den Seiten „umrahmt“. Zu diesen Gebäuden zählen zahlreiche alte Villen im Stil der Belle Époque. Ob manche dieser Villen größeren Komplexen weichen müssen, ist bislang unklar. Zuletzt wurde im Jahr 2017 dem Stadtrat ein Bauvorhaben vorgestellt, dem vier dieser Villen weichen sollen. Unabhängig davon sind Immobilien rund um die Schlucht Sainte-Dévote schwierig zu finden, da sie als Raritäten gelten.

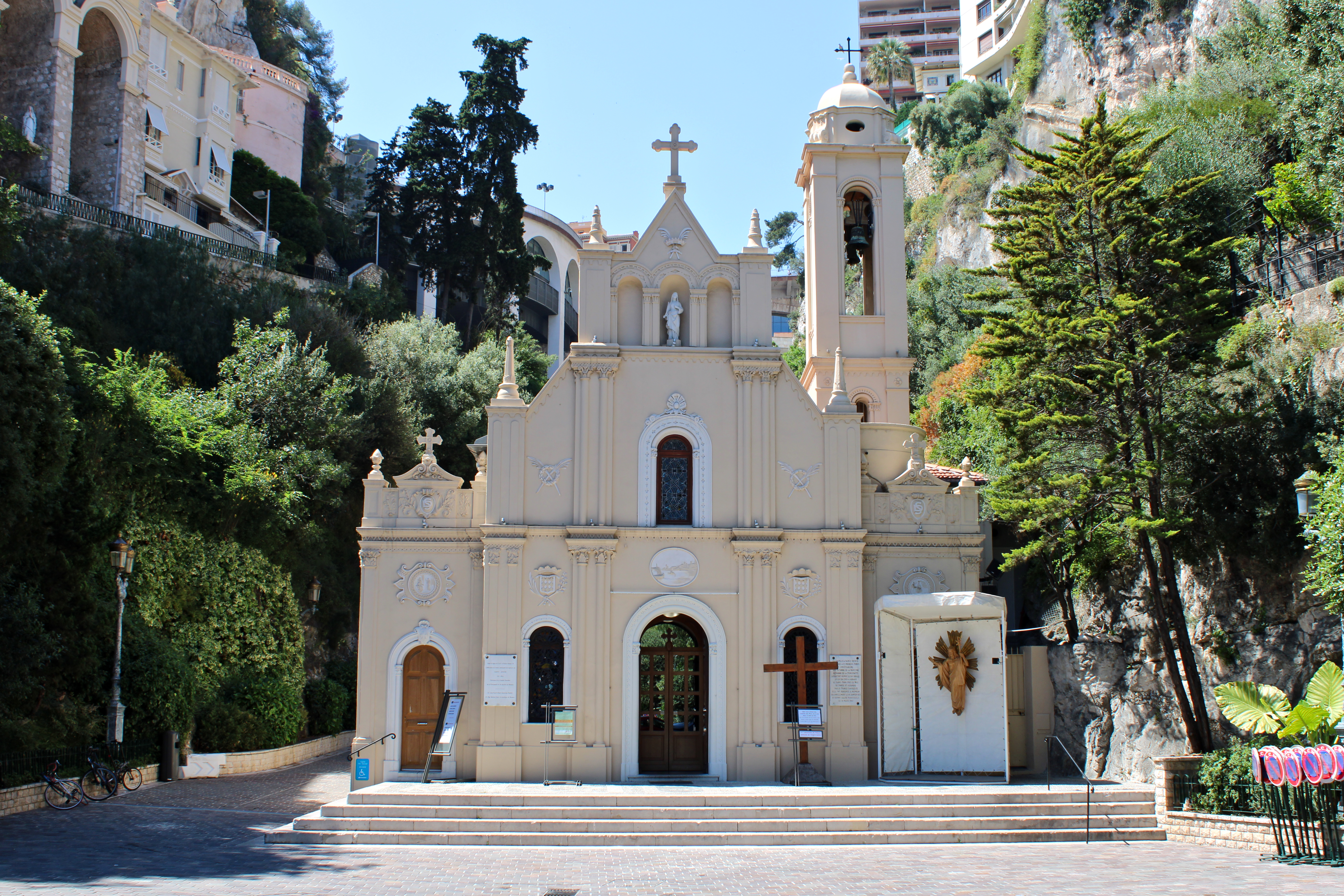
Kirche Sainte-Dévote